# Johann Gregor von Camerloher
Johann Gregor von Camerloher (* 1720; † 1785) war Violoncellist am Hofe in München.
Er war der Bruder von Josef Anton von Camerloher und Placidus von Camerloher.